# Pikes Peak International Raceway
Pikes Peak International Raceway es un autódromo situado en la localidad de Fountain, estado de Colorado, Estados Unidos, unos 30 km al sur de la ciudad de Colorado Springs. Inaugurado en el año 1997 sobre un antiguo hipódromo, tiene un óvalo con forma de D de 1 milla (1.610 metros) de largo, un segundo óvalo de 400 metros, y dos trazados mixtos de 2.090 y 800 metros. Es el principal circuito permanente del estado.

Pikes Peak International Raceway

Hasta 2005, Pikes Peak albergó fechas de la IndyCar Series (en junio o agosto), la NASCAR Busch Series (la última semana de julio), la NASCAR Truck Series y la NASCAR West Series. International Speedway Corporation compró las instalaciones en septiembre de ese año y las clausuró en noviembre, para así transferir la fecha de la NASCAR Busch Series a Martinsville para 2006. Pikes Peak fue reinaugurado en septiembre de 2008, y actualmente alberga eventos amateur de automovilismo y sesiones de entrenamiento de equipos de la NASCAR.

## Ganadores

### NASCAR
| Año  | Busch Series    | Busch Series | Truck Series | Truck Series |
| Año  | Piloto          | Marca        | Piloto       | Marca        |
| ---- | --------------- | ------------ | ------------ | ------------ |
| 1998 | Matt Kenseth    | Chevrolet    | Ron Hornaday | Chevrolet    |
| 1999 | Andy Santerre   | Chevrolet    | Mike Wallace | Ford         |
| 2000 | Jeff Green      | Chevrolet    | Greg Biffle  | Ford         |
| 2001 | Jeff Purvis     | Chevrolet    | Joe Ruttman  | Dodge        |
| 2002 | Hank Parker Jr. | Dodge        | Mike Bliss   | Chevrolet    |
| 2003 | Scott Wimmer    | Chevrolet    | -            | -            |
| 2004 | Greg Biffle     | Ford         | -            | -            |
| 2005 | David Green     | Ford         | -            | -            |

### IndyCar Series
| Año           | Piloto           | Automóvil          | Equipo         |
| ------------- | ---------------- | ------------------ | -------------- |
| 1997          | Tony Stewart     | G-Force Oldsmobile | Menard         |
| 1998          | Kenny Bräck      | Dallara Oldsmobile | A.J. Foyt      |
| 1999 (junio)  | Greg Ray         | Dallara Oldsmobile | Menard         |
| 1999 (agosto) | Greg Ray         | Dallara Oldsmobile | Menard         |
| 2000          | Eddie Cheever    | Dallara Infiniti   | Cheever        |
| 2001          | Buddy Lazier     | Dallara Oldsmobile | Hemelgarn      |
| 2002          | Gil de Ferran    | Dallara Chevrolet  | Penske         |
| 2003          | Scott Dixon      | G-Force Toyota     | Ganassi        |
| 2004          | Dario Franchitti | Dallara Honda      | Andretti Green |
| 2005          | Dan Wheldon      | Dallara Honda      | Andretti Green |